# Geoffrey Perkins

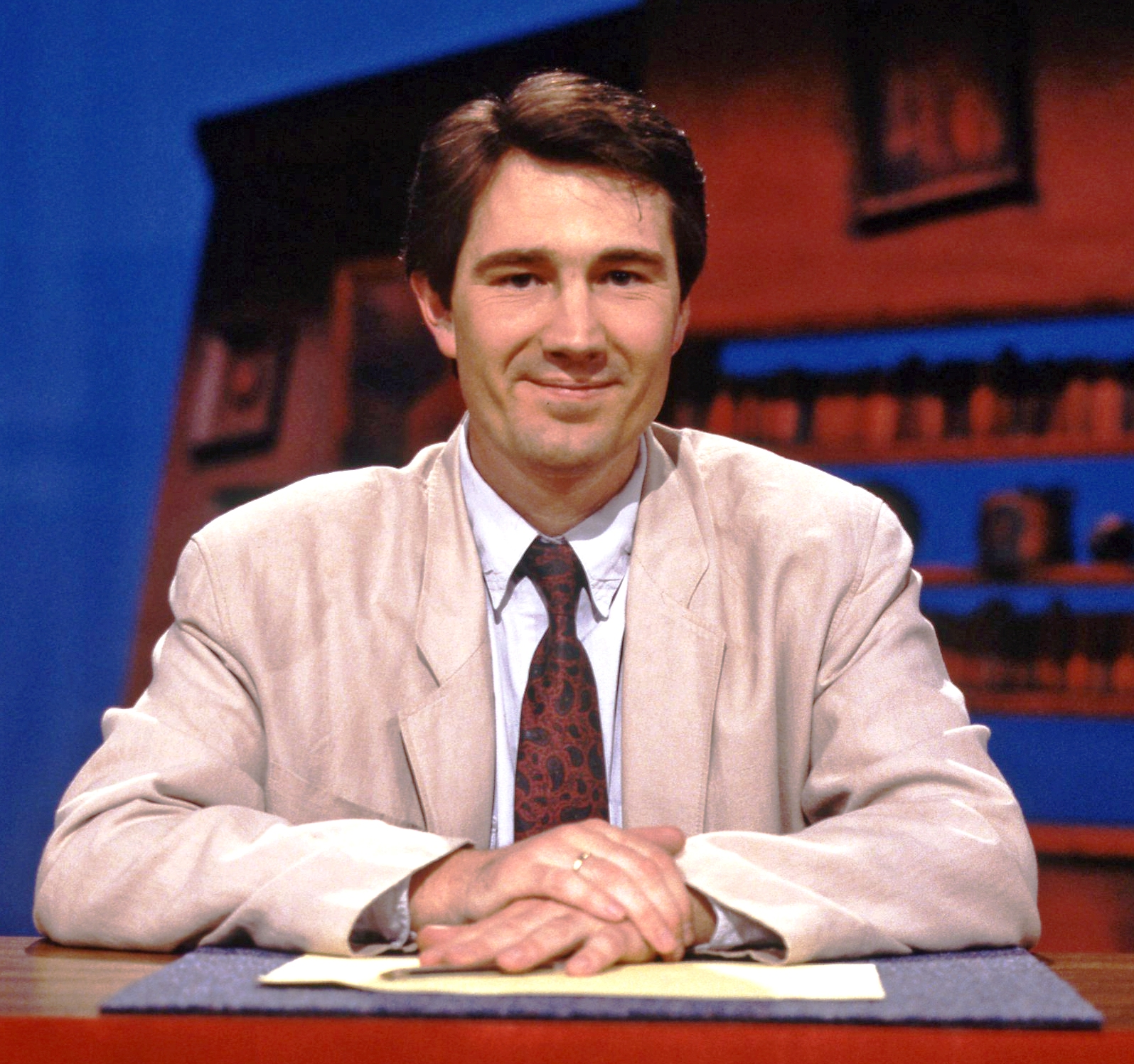
Geoffrey Perkins als Gastgeber der Spielshow Don't Quote Me, 1990

Geoffrey Perkins (* 22. Februar 1953; † 29. August 2008 in London) war ein britischer Comedy-Produzent, Autor und Darsteller, der eine zentrale Rolle im Comedy-Rundfunk gespielt hat.

## Leben
Geoffrey Perkins hat viele Jahre für BBC Radio in der leichten Unterhaltung gearbeitet, wo er Shows wie The Hitchhiker’s Guide to the Galaxy produzierte. Mit Angus Deayton schrieb und spielte er in Radio Active, das als KYTV ins Fernsehen übernommen wurde. Später produzierte er The Uncyclopaedia of Rock für Capital Radio, das den Monaco Radio Award gewann. Er erfand das Spiel Mornington Crescent für die Radioshow I’m Sorry I Haven’t a Clue.
Er war einige Jahre Direktor von Hat Trick Productions, einer unabhängigen Fernseh- und Radioproduktionsfirma. Außerdem arbeitete er bei Spitting Image, Saturday Live, Harry Enfield's Television Programme, Ben Elton: The Man From Auntie, Game On, Father Ted und The Thin Blue Line mit. Perkins wurde 1995 Leiter der Comedy-Abteilung beim Fernsehen der BBC und danach Produktionsleiter bei Tiger Aspect. 2005 hatte er eine kleine Nebenrolle in der vierten Staffel von Hitchhiker’s, als Produzent der Radioshow, bei der Arthur Dent arbeitete, so dass er im Prinzip sich selbst zu Arthurs Douglas Adams spielte.
Perkins war mit Lisa Braun verheiratet, die eine Studiomanagerin während der Radioproduktion von The Hitchhiker’s Guide to the Galaxy war. Er starb am 29. August 2008 bei einem Verkehrsunfall in London.

## Bücher
- The Original Hitchhiker Radio Scripts. 1985, ISBN 978-5551374237 (mit Douglas Adams)
- Radioactive. 1986, ISBN 978-0722128060